# Uludaş
Uludaş è un comune dell'Azerbaigian situato nel distretto di Qəbələ. Conta una popolazione di 1 501 abitanti.